# Blåsmark
Blåsmark is een stadje (tätort) binnen de Zweedse gemeente Piteå. Het ligt ongeveer 15 kilometer ten zuidwesten van Piteå. Het is gelegen aan het Hemträsket, een moerasmeer, er is een gelegenheid tot baden. Het ligt tussen Svensbyn en Hemmingsmark en de weg naar de hoofdstad van de gemeente.
Bestuurscentrum: Piteå
Tätort: Bergsviken · Blåsmark · Böle · Hemmingsmark · Hortlax · Jävre · Lillpite · Norrfjärden · Roknäs · Rosvik · Sikfors · Sjulsmark · Svensbyn. 
Småort: Arnemark · Bertnäs · Bertnäs · Edet  · Grundvik · Holmträsk · Koler · Kopparnäs · Långträsk · Maran en Skatan · Näsudden en Berget · Nybyn · Ön · Pålberget · Pite havsbad · Storsund · Svedjan en Träsket · Liden · (Yttrefjärd östra strandbad)
Overig: Borgfors · Flötuträsk · Granträskmark · Gråträsk · Högsböle · Högsböleskiftet · (Infjärden) · Jävrebodarna · Klubbfors · Kvarnbäcken · Långnäs · Munksund · Pitsund · Sjulnäs